# Carlos Hermosillo
Carlos Hermosillo (nom complet : Carlos Manuel Hermosillo Goytortua), né le 24 août 1964 à Cerro Azul, près de Veracruz, est un footballeur mexicain. 

## Biographie
Il est l'un des meilleurs attaquants mexicains de tous les temps. Il est d'ailleurs avec 35 buts le quatrième meilleur buteur de l'histoire de la sélection mexicaine, à égalité avec Luis Hernández, derrière Javier Hernández (47), Jared Borgetti (46) et Cuauhtémoc Blanco (39) mais devant le légendaire Hugo Sánchez (29). Il a pris part à deux coupes du monde avec le Mexique : en 1986 (sans entrer en jeu) et en 1994.
Hermosillo a fait l'essentiel de sa carrière dans des clubs mexicains. Sa seule expérience en Europe (au Standard de Liège) dure moins d'une saison et est un authentique échec. Avec 296 buts, il est le deuxième meilleur buteur de l'histoire du championnat mexicain (derrière le brésilien Cabinho, 312). Il fut notamment meilleur buteur cinq saisons de suite sous le maillot de Cruz Azul, en 1993-1994 (27 buts), 1994-1995 (35 buts), 1994-1995 (26 buts), 1995-1996 et 1996-1997.

## Clubs
- 1984-1989 :  America
- 1990 :  Standard de Liège 7m/2b
- 1990-1991 :  CF Monterrey
- 1992-1998 :  CD Cruz Azul
- 1998 :  Club Necaxa
- 1999 :  Los Angeles Galaxy
- 1999-2000 :  America
- 2000 :  CF Atlante
- 2001 :  Chivas de Guadalajara

## Équipe nationale
- 90 sélections et 35 buts en équipe du Mexique entre 1984 et 1997